# Geometria architettonica
La geometria architettonica (architectural geometry) è un'area di ricerca che combina geometria applicata e architettura, che guarda ai processi di progettazione, analisi e fabbricazione. È una tematica centrale nella progettazione architettonica e sfida fortemente la pratica contemporanea, la cosiddetta pratica architettonica dell'era digitale.
La geometria architettonica tocca i campi della geometria, topologia e dei frattali.
Gli argomenti includono:
- curve a mano libera e creazione di superfici
- superfici sviluppabili
- discretizzazione
- generative design
- prototipazione e produzione digitale.